# Cydnochoerus nigrosignatus
Cydnochoerus nigrosignatus är en insektsart som först beskrevs av White 1878.  Cydnochoerus nigrosignatus ingår i släktet Cydnochoerus och familjen taggbeningar. Inga underarter finns listade i Catalogue of Life.